# François de Beauvaris de Briquemault
François de Beauvaris de Briquemault, född omkring 1502 och död 1572, var en fransk militär och hugenottledare.
Briquemault var vän till amiralen Gaspard de Coligny och deltog särskilt i det tredje hugenottkriget (1568-70) med tapperhet och framgång. Han lyckades undkomma massakrerna under Bartolomeinatten, men greps kort därefter och dömdes till döden.